# Maria Viskonti
Maria Viskonti er en sangerinde fra Danmark. Hun var 17 år gammel, da hendes første CD, Burn the Bridge, udkom i 2004. Albummet indeholder blandt andet den på single udgivne "Guess You Are Mad At Me" - en duet med Sort Sols forsanger Steen Jørgensen.
Hendes andet album, Time Breaks My Mind, fra 2008 blev produceret af guitaristen Rune Kjeldsen og havde blandt andre medlemmerne fra bluesbandet Young Comets med på indspilningerne.
Maria Viskonti har desuden medvirket på soundtracket til den danske tv-serie Krøniken med sangen My Boy Lollipop.
Maria Viskonti hedder egentlig Maria Viskinde (dvs. at der er tale om et kunstnernavn), og er født i 1986 i Lyngby, nord for København.

## Diskografi
- Burn the bridge (2004)
- Time Breaks My Mind (2008)
- Knock Knock (2010) (ep)